# Stelis meganthera
Stelis meganthera är en orkidéart som beskrevs av Carlyle August Luer. Stelis meganthera ingår i släktet Stelis och familjen orkidéer. Inga underarter finns listade i Catalogue of Life.